# Burkholderiales
Die Burkholderiales bilden eine Ordnung innerhalb der Betaproteobacteria. Aufgrund von 16s-rRNA Analysen wurden in dieser Ordnung in Zellgestalt, Stoffwechsel und ökologisch stark unterschiedliche Vertreter phylogenetisch zusammengefasst. Es sind obligat aerobe bis zu fakultativ anaerobe, chemoorganotrophe und chemolithotrophe Bakterien vorhanden. Chemoorganotrophe Bakterien verwerten organische Stoffe, chemolithotrophe nutzen demhingegen anorganische Stoffe wie Eisenverindungen zur Energiegewinnung.
Einige Arten unterstützen Pflanzen, so liefern einige Arten von Duganella den Pflanzen Mineralstoffe wie Kalium, Phosphor und Zink.
Diese Ordnung umfasst auch einige für Menschen, Tieren und Pflanzen pathogene Bakterien, zum Beispiel verschiedene Arten der Gattungen Burkholderia, Bordetella und Taylorella.

## Systematik
Die Ordnung besteht aus folgenden Familien:
- Alcaligenaceae De Ley et al. 1986
- Burkholderiaceae Garrity et al. 2006
- Comamonadaceae Willems et al. 1991
- Oxalobacteraceae Garrity et al. 2006
- Sutterellaceae Morotomi et al. 2011